# Nicolaus Mameranus
Nicolaus Mameranus (* 6. Dezember 1500 in Mamer, Kanton Capellen, Luxemburg; †  1566, vermutlich in Augsburg) war ein luxemburgischer Historiker, Dichter und Humanist der Renaissance.

## Leben und Wirken
Sofern das Leben von Mameranus dokumentiert ist, wurde er als Nik Wagener in Mamer, dass damals ein kleines Dorf innerhalb des Heiligen Römischen Reiches Deutsscher Nation war, geboren.
Er studierte an der Stiftschule in Emmerich am Rhein, in Köln und Bordeaux. Dann war er zunächst als Soldat unter Kaiser Karl V. tätig, später wurde er zum Hofdichter des Kaisers ernannt, so nannte er sich ab 1533 latinisiert Nicolaus Mameranus. 1555 wurde er zum Poeta Laureatus durch den Kaiser gekrönt.
Sein älterer Bruder betrieb in Köln eine Druckerei, die viele seiner Werke druckte und im Reich bekannt machte. Er war ein Anhänger der Gegenreformation.
Er starb wahrscheinlich 1566 in Augsburg. In Mamer gibt es heute eine Denkmal für den Humanisten.

## Das Werk von Mameranus
Er schrieb hauptsächlich in Latein. Historien, theologische Streitschriften, Satire, pädagogische und numismatischer Abhandlungen, sammelte römische inschriften und verfasste Gelegenheitsgedichte. 
Für ein Treffen von Königin Maria I. von England mit ihrem Ehemann Philipp II. von Spanien 1557 schrieb er Gedichte. Diese sind heute ins Englische übertragen worden.
Er schrieb auch ein Nachwort in einem Buch des Historikers Georg Sabinus. 
Als Historiker und Chronist stand er im Sold der Fugger. 

## Werke (Auswahl)
- De causa calamitatum huius temporis (1546)
- Carmen de bezo las manos (1550)[2]
- Catalogus omnium generalium, tribunorum, ducum primariorumque totius exercitus Caroli V (1550)
- Catalogus expeditionis rebellium (1550)
- Catalogus familiae totius aulae Caesarae (1550)
- Dictiones quae ab C et P incipiunt (1550).
- Descriptio novi aquaeductus (1562)
- Kurtze und eigentliche Verzeychnus … so auff dem Reichßtag zu Augspurg im Jar 1566 (1566)